# Гребёнкин, Константин Фридэнович
Константин Фридэнович Гребёнкин (род. 22 июля 1955 года) — российский учёный, специалист в области физики высоких плотностей энергии, разработчик изделий специальной техники, член-корреспондент РАН (2019).